# إيمانويل أغاسي
إيمانويل أغاسي (بالأرمنية: Էմանուել «Մայք» Աղասի)‏; (بالفارسية: امانوئل «مایک» آغاسی) (مواليد 25 ديسمبر 1930) هو ملاكم إيراني، مثّل بلاده في الألعاب الأولمبية الصيفية في دورتي 1948 و1952.

## روابط خارجية
- إيمانويل أغاسي على موقع أوليمبيديا (الإنجليزية)